# HIST1H2AH
A Histona H2A tipo 1-H é uma proteína que em humanos é codificada pelo gene HIST1H2AH.
As histonas são proteínas nucleares básicas que são responsáveis pela estrutura dos nucleossomos da fibra cromossômica nos eucariotos. Duas moléculas de cada uma das quatro histonas do núcleo (H2A, H2B, H3 e H4) formam um octâmero, em torno do qual aproximadamente 146 pb de DNA é envolvido em unidades repetidas, chamadas nucleossomos. A histona ligante, H1, interage com o DNA ligante entre nucleossomos e funciona na compactação da cromatina em estruturas de ordem superior. Este gene é desprovido de intrones e codifica um membro da família histona H2A. Os transcritos desse gene não possuem caudas de poli A, mas contêm um elemento de terminação palindrômico. Este gene é encontrado no pequeno agrupamento de genes de histonas no cromossomo 6p21.33.